# Baila Argentina
Baila Argentina es un reality show de baile argentino emitido como segmento del programa Showmatch conducido por Marcelo Tinelli los días lunes y emitido por El Trece. Luego, se trasladó a otro programa del mismo canal, Sábado Show a partir del 28 de agosto de 2010 y conducido por José María Listorti.

## Formato

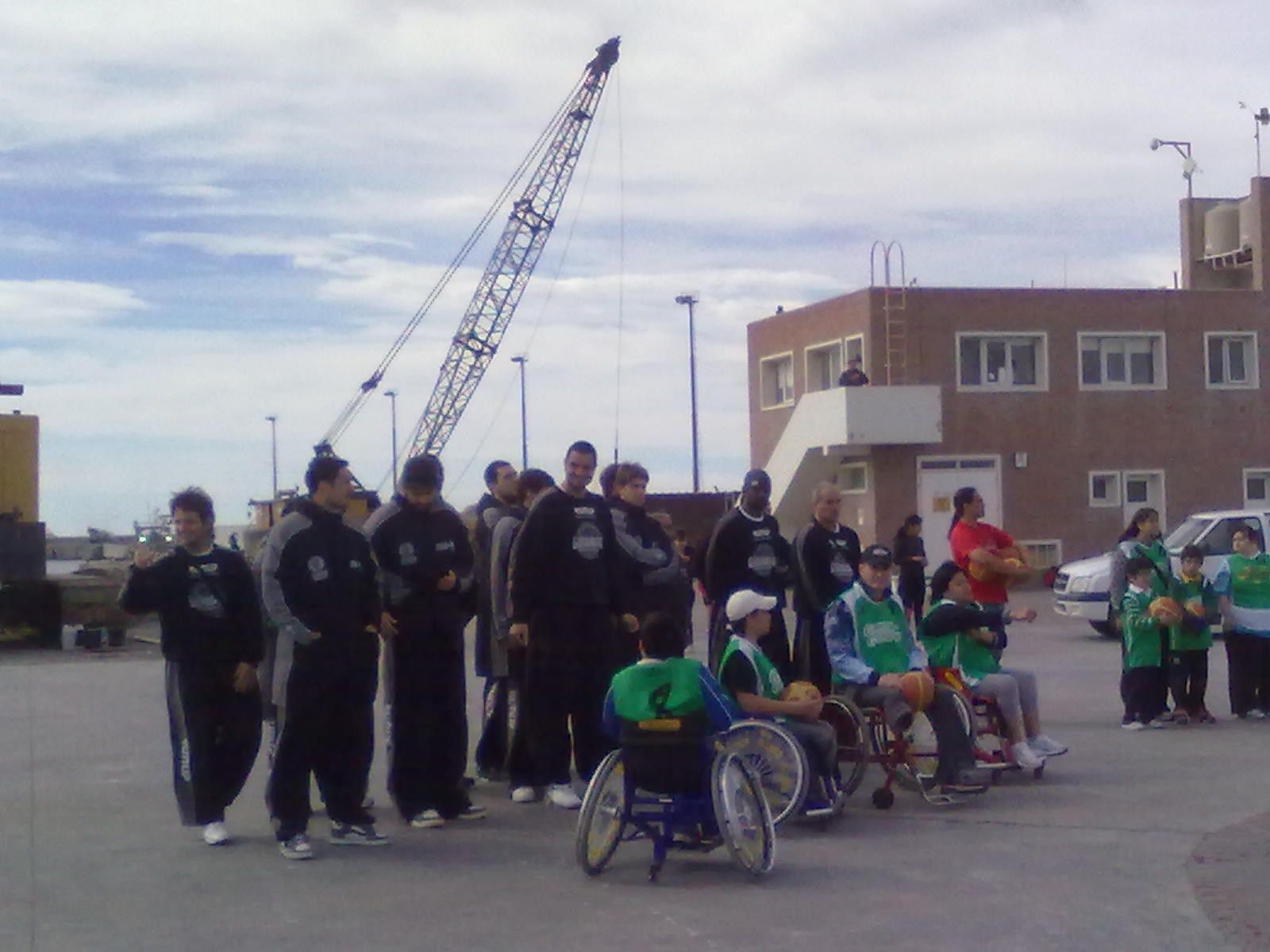
El equipo estelar de Gimnasia y Esgrima (Comodoro Rivadavia) ayudando a su ciudad en la 4.ª jornada de semifinales en el Baila Argentina 2010. Gracias al apoyo recibido la ciudad de Comodoro Rivadavia pasó a la final.

Dos ciudades de alguna parte de Argentina (ambas de distintas provincias) donde desde 500 personas hasta una cantidad mayor bailan distintos ritmos musicales, como el Pop, Disco, Reguetón, Salsa, Funk, etc. Con el fin de cumplir un sueño solidario y unir al país.

## Capítulos

### Programa 1: 3 de mayo
Se enfrentaron la ciudad de Ciudad de Humahuaca, Provincia de Jujuy y la Ciudad de Tunuyan, Provincia de Mendoza. En esta última fueron 600 las personas que bailaron la canción «I gotta feeling» de David Guetta. Los jujeños fueron 700 aproximadamente y bailaron al ritmo de «Beat it» del recordado cantante Michael Jackson. Ambas ciudades fueron dirigidas por Rodrigo Cristófaro. El público consagró como ganador a Humahuaca, que obtuvo el 67.7% de los votos, mientras que Tunuyán tuvo el 32.3%

### Programa 2: 10 de mayo
Participaron la Villa General San Martín, en la Provincia de San Juan, que fueron guiados por Matías Pedemonte. Y la Ciudad de Aristóbulo del Valle en la Provincia de Misiones que fueron dirigidos por Rodrigo Cristófaro. Va. San Martín bailo al ritmo de «Hung Up» de Madonna. Mientras que el pueblo misionero bailaron con «Sorry» también de la Reina del Pop. La ciudad cuyana ganó con el 71.1% de los votos, mientras que la litoreña quedó eliminada con el 28,9%